# Abraham Louis Schneiders
Abraham Louis (Bram) Schneiders (Castricum, 1 oktober 1925 - Hilversum, 2 juli 2020) was een Nederlands schrijver en diplomaat. Hij schreef ook onder de pseudoniemen Drievoeter en A. van Anders.

## Levensloop
Schneiders werd geboren als zoon van Louis Abraham Schneiders (1893-1956), sinds 1931 arts bij de Rotterdamse GG&GD, en Anna Margaretha Dorothea Schlüter (1897-1992). Hij studeerde Indisch Recht in Utrecht en Leiden waarna hij tussen 1950 en 1951 als militair diende in Indonesië. Vervolgens werkte hij onder andere bij het Ministerie van Onderwijs, Kunsten en Wetenschappen, als plaatsvervangend secretaris van het curatorium van de Rijksuniversiteit Leiden en vanaf 1964 tot aan zijn pensioen in 1990 bij het Ministerie van Buitenlandse Zaken. Hij vervulde functies op de Nederlandse ambassades in Nigeria, Lagos (1969-1973) en Indonesië (1973-1977). In de periode 1978-1979 was hij woordvoerder van het ministerie van Buitenlandse Zaken. Vervolgens werd hij ambassadeur van Kameroen, Equatoriaal-Guinea, Centraal-Afrikaanse Republiek, Gabon en Tsjaad (1979-1982, met als standplaats Yaoundé), Zimbabwe (1982-1986) en laatstelijk vanaf 1986 tot zijn pensioen in 1990 van Nieuw-Zeeland, Fiji, Tonga en West-Samoa, vanaf 1987 tevens van Tuvalu met als standplaats Wellington. Bij de lintjesregen van 1981 werd hij benoemd tot Officier in de Orde van Oranje-Nassau.
Hij debuteerde in 1951 met het korte verhaal de Kanonnen, gepubliceerd in literair magazine Libertinage. Daarna volgden korte verhalen in Hollands Weekblad, later Hollands Maandblad, en de Gids. Hierna schreef hij verschillende bundels voor Querido. Rond 1965 verscheen een wekelijkse column in het NRC-Handelsblad onder de naam Drievoeter.
Schneiders was een broer van burgemeester mr. Frits Schneiders (1923-2002). Hij trouwde in 1954 met mr. Elisabeth (Elleke) Vreede (1924-2014), telg uit het geslacht Vreede; uit dit huwelijk werden enkele kinderen geboren.